# Manuel Flèche
Manuel Flèche est un réalisateur français né à Neuilly-sur-Seine en 1958. 

## Biographie
Manuel Flèche a été assistant réalisateur au cours des années 1980, notamment avec Christine Pascal. Pendant la même période, il signe plusieurs courts métrages, dont Une femme pour l'hiver primé au Festival de Cannes en 1988.
Après la sortie de son premier long métrage, en 1995, l'échec d'un projet l'éloigne du cinéma durant une quinzaine d'années.

## Filmographie
Courts métrages
- 1983 : Au bout de la loi[3]
- 1984 : Courtes chasses
- 1984 : Il y a femme et femme
- 1988 : Une femme pour l'hiver
- 1991 : La Malheureuse
- 2000 : Korsakov

Longs métrages
- 1994 : Parano (coréalisateur : film à sketches)
- 1995 : Marie-Louise ou la permission

Télévision
- 2010 : Bella, la guerre et le soldat Rousseau